# Ołeszkiwci
Ołeszkiwci (ukr. Олешківці, pol. hist. Oleszkowce) – wieś na Ukrainie, w obwodzie chmielnickim, w rejonie chmielnickim.

## Dwór
- parterowy, murowany dwór wybudowany w połowie XIX w. przez Stanisława Żurakowskiego (1807-1886)[1].